# Tour de France Automobile 1979
Tour de France Automobile 1979 (38. Tour de France Automobile) – 38. edycja rajdu samochodowego Tour de France Automobilen rozgrywanego we Francji. Rozgrywany był od 16 do 20 września 1979 roku. Była to trzydziesta dziewiąta runda Rajdowych Mistrzostw Europy w roku 1979 (rajd miał najwyższy współczynnik - 4) oraz jedenasta runda Rajdowych mistrzostw Francji.

## Klasyfikacja rajdu
| Miejsce                      | Kierowca                     | Pilot                        | Samochód                     | Czas                         | Strata                       |                              |
| Klasyfikacja generalna i ERC | Klasyfikacja generalna i ERC | Klasyfikacja generalna i ERC | Klasyfikacja generalna i ERC | Klasyfikacja generalna i ERC | Klasyfikacja generalna i ERC | Klasyfikacja generalna i ERC |
| ---------------------------- | ---------------------------- | ---------------------------- | ---------------------------- | ---------------------------- | ---------------------------- | ---------------------------- |
| 1.                           | Bernard Darniche             | Alain Mahé                   | Lancia Stratos HF            | 9:24:50.0                    | 0.0                          |                              |
| 2.                           | Jean-Claude Andruet          | Chantal Liénard Sola         | Fiat 131 Abarth              | 9:37:41.9                    | +12:51.9                     |                              |
| 3.                           | Michèle Mouton               | Françoise Conconi            | Fiat 131 Abarth              | 9:49:03.0                    | +24:13.0                     |                              |
| 4.                           | Jean-Louis Clarr             | Jean-François Fauchille      | Opel Kadett GTE              | 10:08:18.4                   | +43:28.4                     |                              |
| 5.                           | Yves Loubet                  | René Allemany                | Opel Kadett GTE              | 10:11:38.2                   | +46:48.2                     |                              |
| 6.                           | Jean-Hugus Hazard            | Christian Morel              | Porsche 911                  | 10:18:38.8                   | +53:48.8                     |                              |
| 7.                           | Jean-Louis Ravenel           | Claude Buchet                | Opel Kadett GT/E             | 10:27:10.1                   | +1:02:20.1                   |                              |
| 8.                           | Philippe Noyer               | Claudine Causse              | Porsche Carrera RS           | 10:34:31.7                   | +1:09:41.7                   |                              |
| 9.                           | R. Bancal-Dienon             | Daniel Brichot               | Opel Kadett GT/E             | 10:35:57.9                   | +1:11:07.9                   |                              |
| 10.                          | Gilles Lemeunier             | Hubert Chalvet               | Opel Kadett GT/E             | 10:43:18.0                   | +1:18:28.0                   |                              |